# سیلویو هافمن
سیلویو هافمن (به پرتغالی: Sylvio Hoffmann) هافبک اهل برزیل است که در شهر برزیل و در تاریخ ۱۵ مهٔ ۱۹۰۸ به دنیا آمده‌است.
سیلویو هافمن در تیم‌های فوتبال واسکو دوگاما، Fluminense، São Cristovao، سانتوس، Peñarol، سائوپائولو، Botafogo سابقهٔ حضور دارد.